# Čejov
Obec Čejov (německy Tschejow) se nachází 3 km ssv. od Humpolce v okrese Pelhřimov v Kraji Vysočina. Žije zde 649 obyvatel.

## Části obce
- Čejov
- Hadina

## Historie
Čejov je vesnice na Vysočině, vzdálená přes tři kilometry severovýchodně od Humpolce. Katastr obce má rozlohu 799 ha v nadmořské výšce kolem 489 m n. m. a žije zde přes 630 obyvatel. Počátky obce se kladou do poloviny 13. století, kdy celý kraj načas ovládl řád německých rytířů a zahájil zde těžbu stříbra. První písemná zmínka o obci pochází z roku 1370.

## Školství
- Základní škola a Mateřská škola Čejov

## Pamětihodnosti
- Vlkův vodní mlýn v Hadině